# World of Cheese
World of Cheese du studio de développement tchèque Alda Games est un jeu pour téléphones mobiles, tablettes et navigateurs web basé sur le moteur universel Unity. Il est disponible pour Android, iOS et Windows Phone. Il s'adresse principalement aux enfants et aux familles avec enfants, pour lesquels des tâches amusantes ont été créées afin d'exercer la mémoire, la pensée logique ou la perception et, bien sûr, la motricité fine en travaillant avec l'écran tactile. 

## Histoire
World of Cheese suit le parcours d'une souris qui doit nourrir une famille de souris affamées. Pour ce faire, il utilise une maison voisine, qu'il fouille de fond en comble et trouve des morceaux de fromage avec l'aide du joueur.
Le jeu est divisé en 7 chapitres selon le décor ou la pièce dans laquelle il se déroule. Chaque chapitre comporte 5 niveaux avec une variété de tâches, mais toujours avec un seul objectif, trouver le fromage.

## Gameplay
Dans World of Cheese, les quêtes changent très fréquemment. Le plus souvent, mais encore dans quelques cas seulement, il s'agit de trouver des différences ou des jeux de mémoire. Cependant, la plupart des défis sont originaux et bénéficient grandement du fait qu'ils se déroulent dans une variété de pièces. Le grenier mystérieux, par exemple, permet d'invoquer des fantômes ou d'assembler un robot miniature, tandis que le garage est une voiture à réparer et le jardin une clôture à réparer.

## Admission
World of Cheese a été très mal reçu par les critiques, par exemple, le portail Bonusweb lui a attribué une note de 5 %. Le jeu a également obtenu des notes similaires sur d'autres serveurs. Les évaluations des joueurs sont très similaires, recevant une note de 1 sur 10 sur iTunes pour iPad, iPhone et iPod, et 1,0 sur 5 sur Google Play pour les appareils Android. 